# Калосцифа блискуча
Калосцифа блискуча (Caloscypha fulgens) — єдиний вид грибів роду калосцифа (Caloscypha). Гриб класифіковано у 1885 році.
З 1968 року калосцифа була розміщена в родині Pyronemataceae, у невеликій групі грибів, що відрізнялася від інших пецицевих своїм відносно нерозвиненим перидієм. У 2002 році було описано нове сімейство Caloscyphaceae, яке містить монотипний рід Caloscypha.

## Будова
Апотеції скупчені, сидячі, інколи із псевдоніжкою, спочатку кулясті, закриті, пізніше нерівномірно розкриваються, чашоподібні, краї закручуються часто розтріскані, ззовні жовті, оранжево-жовті, із блакитним, оливково-зеленим кольорами натрусу, тонкі, крихкі, 0,5—4 см у діаметрі з оранжевим гладеньким гіменіальним шаром, по краю рідко вкриті волосками. Аски циліндричні, восьмиспорові. Споровий порошок білого кольору. Спори кулясті, безбарвні, гладкі, діаметром 6–8 мкм. Парафізи тонкі, розгалужені, жовтуваті. З віком і в місцях дотику та пошкодження плодові тіла набувають різкого темно-зеленого, синюватого або чорного забарвлення. Неїстівний гриб.

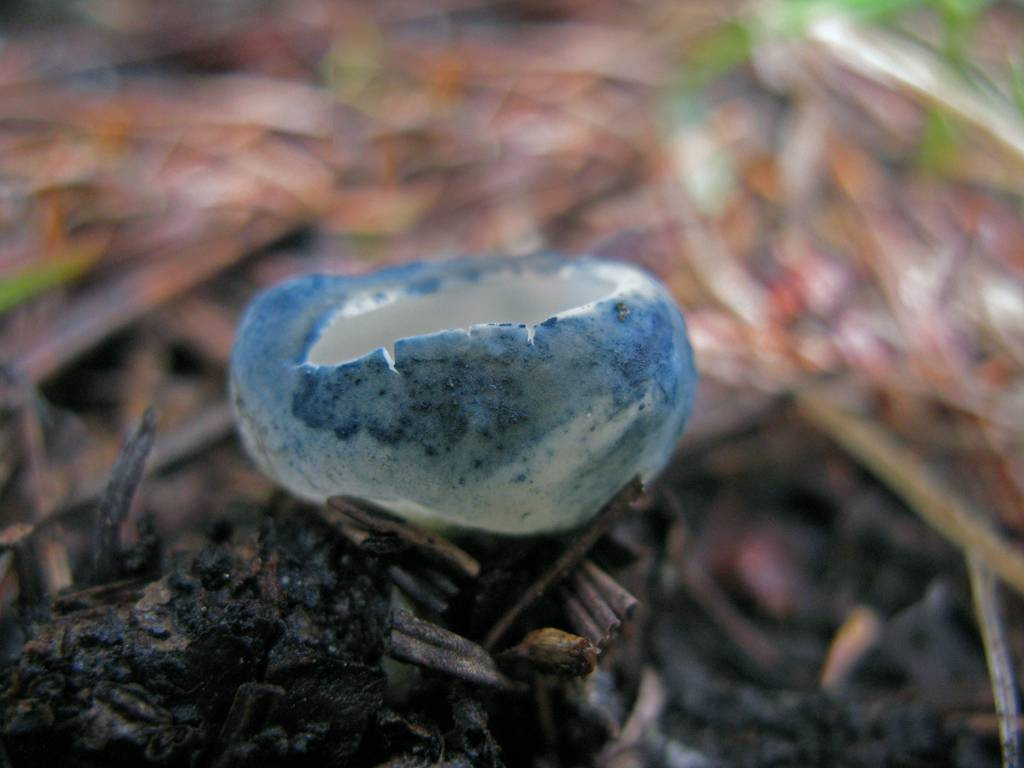
Колосцифа блискуча, біла форма

Відомі знахідки білої форми даного виду Caloscypha fulgens f. caesioalba. Виявлено, що в них не вистачає пігменту, що відповідає за забарвлення зовнішньої поверхні плодового тіла.
Калосцифа блискуча має деяку схожість з Авлерією оранжевою (Aleuria aurantia), але плодоносить вона восени і має яскравіше помаранчеве забарвлення.

## Поширення та середовище існування
На ґрунті і лісовій підстилці в хвойних лісах та листяних лісах на початку весни, після танення снігу. Поширений в Північній Америці, у Великій Британії, Європі, Туреччині та Японії. У Словаччині занесений до Червоного списку видів, що охороняються.
В Україні поширений на Правобережному та Лівобережному Поліссі (Волинська, Київська, Львівська області).